# Dioclea virgata
Dioclea virgata är en ärtväxtart som först beskrevs av Louis Claude Marie Richard, och fick sitt nu gällande namn av Gerda Jane Hillegonda Amshoff. Dioclea virgata ingår i släktet Dioclea och familjen ärtväxter. Inga underarter finns listade i Catalogue of Life.